# Partidul Social Românesc
Partidul Social Românesc (PSRO) a fost un partid politic de centru-stânga din România. Acesta a fost fondat pe 9 martie 2015 de un grup de foști membri ai Partidului Social Democrat (PSD), conduși de Mircea Geoană, care fusese exclus din PSD la începutul aceluiași an. Partidul a susținut că PSD, sub conducerea lui Victor Ponta, „s-a abătut de la identitatea sa de stânga” și a sprijinit o moțiune de cenzură inițiată de opoziție împotriva guvernului Ponta (al patrulea cabinet Ponta) în iunie 2015.
La alegerile locale din 2016, partidul a obținut 99.000 voturi:
- 7 locuri în consiliile județene,
- 4 locuri de primar,
- 318 locuri în consiliile locale.

În primăvara anului 2018, partidul a fost dizolvat oficial.